# ليليان بي. روبين
ليليان بي. روبين (بالإنجليزية: Lillian Rubin)‏ هي نسوية ‏ وكاتِبة أمريكية، ولدت في 13 يناير 1924، وتوفيت في 17 يونيو 2014.